# Neuenkirchen (Altes Land)
Neuenkirchen is een gemeente in de Duitse deelstaat Nedersaksen. De gemeente maakt deel uit van de Samtgemeinde Lühe in het Landkreis Stade.
Neuenkirchen telt 803 inwoners.
Neuenkirchen ligt in het bekende fruitteeltgebied Altes Land. Door het dorp loopt de Lühe, een linker zijriviertje van de Elbe. Neuenkirchen is een typisch lintdorp, zoals in de middeleeuwen er wel meer door de Hollandse kolonisatie van het Alte Land zijn ontstaan.

## Bezienswaardigheden

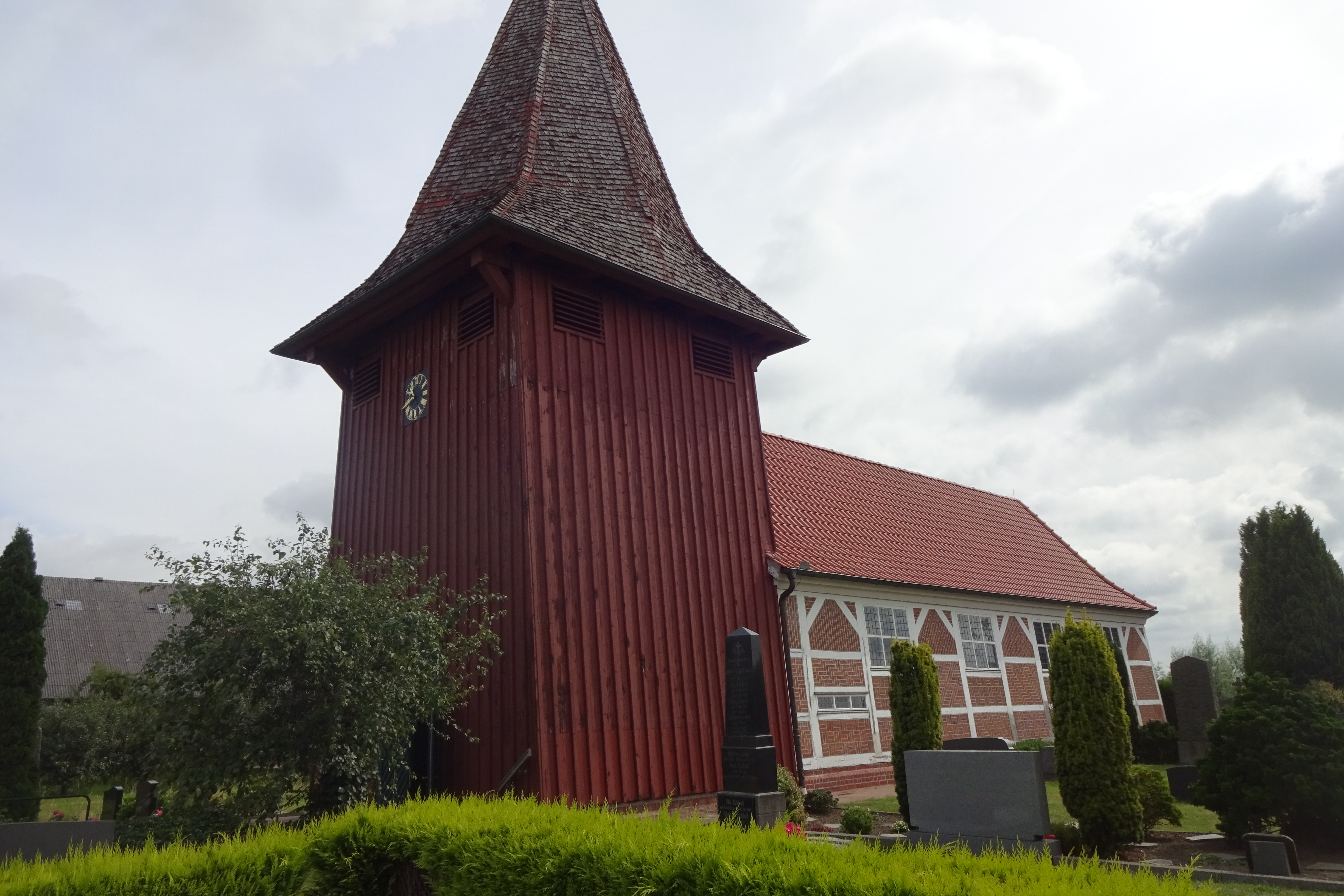
Evang.-lutherse kerk te Neuenkirchen
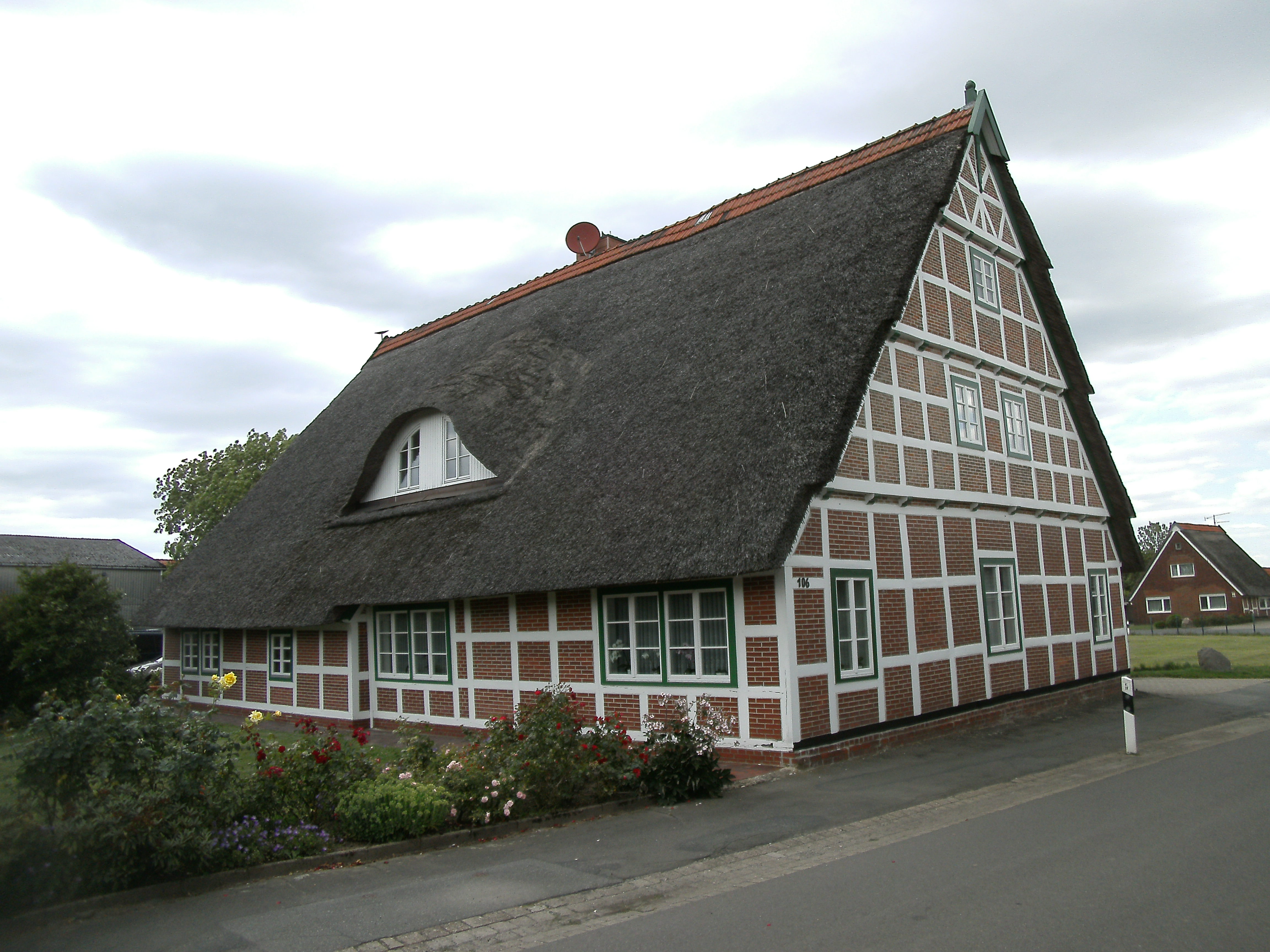
Voor het Alte Land typisch vakwerkhuis (19e-eeuws)

Neuenkirchen is op werkdagen per streekbus enkele malen per dag vanuit omliggende plaatsen bereikbaar.

In 1908 werd de Duitse politicus Heinrich Hellwege te Neuenkirchen geboren.